# Zhejiang Taizhou Wangye Power Group
Die Zhejiang Taizhou Wangye Power Group Co., Ltd. ist ein Hersteller von Motorrollern (Scootern) mit Hubräumen zwischen 50 und 250 cm³ in Taizhou/Provinz Zhejiang der Volksrepublik China. Weitere Produkte sind mobile Stromaggregate, Rasenmäher, Pumpen und Kompressoren.
In Deutschland werden Roller der Wangye Gruppe u. a. unter dem Namen Rivero vertrieben.
- WY50QT-7A (Rivero Phönix 50)
- WY50QT-40A (Rivero GP 50)
- WY50QT-16A (Rivero XR-50)
- AGAIA 50 - WY50QT-7
- ANGELO 50
- ARES 50 - WY50QT-51
- BEETLE 50
- BENI 50 - WY50QT-72
- CHAMPION 50 - WY50QT-28
- DANUBE 50 - WY50QT-16
- DOPHIN 50 - WY50QT
- ELAN 50 - WY50QT-8
- FABIUS 50 WY50QT-16
- FLYSPUR 50 - WY50QT-45
- HUNTER 50 - WY50QT-16
- KIDDY 50 - WY50QT-20
- KNIGHT 50 - WY50QT-30
- MARNE 50 - WY50QT-59
- OLIVER 50 - WY50QT-16
- ORLANDO 50 - WY50QT-40
- PALADIN 50 - WY50QT-7
- PHANTAST 50 - WY50QT-6
- PIZZA 50 - WY50QT-53
- POWERMAX 50 - WY50QT-6
- PSYCHE 50 - WY50QT-37
- PURGA 50 - WY50QT-7
- RHINE 50 - WY50QT-16
- RHONE 50 - WY50QT-16
- SEADOG 50 - WY50QT-5
- SEINE 50 - WY50QT-16
- SEVERN 50 - WY50QT-16
- SPARKLE 50 - WY50QT-42
- SUNNY 50 - WY50QT-4
- SUNNY 50 - WY50QT-60
- SUNNY 50 - WY50QT-61
- SWAN 50 - WY50QT-43
- THAMES 50 - WY50QT-16
- THUNDER50 - WY50QT-38
- THUNDER 50 - WY50QT-44
- THUNDER 50 - WY50QT-15
- TULADO 50 - WY50QT-2
- TULANDO 50 - WY50QT-2
- TYNE 50 - WY50QT-58
- VENUS 50 - WY50QT-10
- X3 50 - WY50QT-55